# أسطورة القوة الذكورية
صدر كتاب «أسطورة القوة الذكورية: لماذا يُعتبر الرجال هم الجنس الذي يمكن التخلص منه» في عام 1993 عن «ارين فاريل»، حيث يجادل فيه المؤلف بأن التصور واسع النطاق بأن الرجل لديه قوة اجتماعية واقتصادية مفرطة هو تصور غير صحيح، وأنَّ الرجال محرومون بشكل منهجي من نواح كثيرة.
كما هو الحال في كتاب «هيرب غولدبرغ» الذي يحمل عنوان «مخاطر أن تكون ذكرًا»، حيث اعتُبرت أسطورة القوة الذكورية لــ«فاريل» معيارًا للحركة الرجالية، وقد تُرجم إلى عدة لغات بما في ذلك الإيطالية والألمانية.

## تعريف القوة الذكورية والعجز
في أسطورة القوة الذكورية، عرض «وارين فاريل» أول ملخص معمق لأطروحته التي سيطبقها في النهاية في كتبه اللاحقة –كُتب عن الاتصال (لا تستطيع النساء سماع ما لا يقوله الرجال)، والأبوة والأمومة (الأب وإعادة شمل الطفل)، ومكان العمل (لماذا يكسب الرجال المزيد).
يتحدى «فاريل» الاعتقاد بأنَّ الرجال لديهم القوة كما يوحي عنوان "أسطورة القوة الذكورية" وذلك من خلال تحدي تعريف السلطة بأنها" السيطرة على حياة المرء"، ويكتب أنه "في الماضي، لم يكن لأيًا من الجنسين سلطة، وكلا الجنسين لهما أدوار: دور المرأة هو تربية الأطفال، وكان دور الرجل في جمع الأموال.
مسودة التسجيل للذكور فقط هي واحدة من الأمثلة التي يستخدمها «فاريل» لتوضيح عجز الذكور، ويكتب أنَّه إذا تم اختيار أي مجموعة أخري (الأمثلة التي يسردها هي اليهود، والأمريكيين من أصل أفريقي، والنساء) استنادًا إلى خصائص ميلادهم لتكون المجموعة الوحيدة المطلوبة بموجب القانون للتسجيل من أجل الموت المحتمل، فبوسعنا أنْ نُسميها معاداة السامية، أو العنصرية، أو التمييز على أساس الجنس، ويقول إنَّ الرجال قد تم تأميمها علي المجتمع لتُسمي (المجد والقوة)، ونتيجة لذلك لا ينظرون إلي هذا باعتباره سلبيًا.
يزعم «فاريل» أنَّ وجهة النظر هذه تخلق مشاكل نفسية لكلا الجنسين: «إنَّ ضعف الرجال هو واجهة قوتهم، وقوة المرأة هي واجهة الضعف»، ويضيف أنَّ المجتمعات قد قامت بشكل عام بتنشئة الفتيان والرجال لتعريف السلطة على أنها، في جوهرها، «الشعور بالالتزام بكسب المال الذي ينفقه شخص آخر بينما نموت في وقت أقرب»، ويقول أنَّ الشعور بالالتزام ليس السلطة.

## لماذا يُعتبر الرجال هم الجنس الذي يمكن التخلص منه
العنوان الفرعي للكتاب هو «لماذا الرجال هم الجنس الذي يمكن التخلص منه»، ويزعم «فاريل» أنَّ كلا الجنسين تاريخيًا يمكن أن يفنوا أنفسهم في خدمة البقاء: فيخاطر النساء بالموت أثناء الوضع، ويخاطر الرجال بالموت في الحرب، ومع ذلك يلاحظ «فاريل» أنَّ هناك فرق رئيسي: تنبثق قابلية المرأة للتصرف أكثر من من علم الأحياء، وتتطلب القدرة الاجتماعية للرجال التنشئة الاجتماعية.
ويلاحظ «فاريل» الخصائص المختلفة للمجتمع الأمريكي الحديث، مثل الميل إلى تعيين وظائف ذات مخاطر عالية –الجنود ورجال الإطفاء وعاملي مناجم الفحم وما إلى ذلك- للرجال وجميع المهن الأكثر خطورة تقريبًا هي من الذكور جميعًا، كما أنَّ هناك نسب مئوية أعلى من الرجال في قطاعات المهن التي تتسم بمستوى عالٍ من المخاطر، وتُشير إحصاءات أُخرى، مقترنة بعدم وجود احتجاج عام أو تعبئة عامة من حولها، إلى نفس الاتجاه قابلية الذكور للفناء، والرجال هم ضحايا الجرائم العنيفة مرتين أكثر من النساء، وهم أكثر عرضة لأن يكونوا ضحايا القتل ثلاث أضعاف، ومعدلات الانتحار أعلى بكثير بالنسبة للرجال منها بالنسبة للنساء، وفي حين أنَّ معدلات الوفاة بين سرطان الثدي وسرطان البروستاتا قابلة للمقارنة، إلا أنَّ الولايات المتحدة تنفق ستة أضعاف ما تنفقه على سرطان الثدي.
يشير «فاريل»  إلى أنَّ هذه الإحصاءات لايمكن تفسيرها إلا إذا وضع المجتمع الأمريكي قيمة أكبر لحياة النساء مقارنة بحياة الرجال، ويذكر «تود جونز» هذا كمثال على التفكير المنطقي، بحق أو عن خطأ يفترض «فاريل» أنَّ هذا السلوك عقلاني، والتفسير الوحيد آنذاك هو أنَّ «النساء يُنظر إليهن في واقع الأمر كجنس قيّم (خاصة من الناحية التطورية) ويحتاج إلى الحماية والحفاظ عليه بكل التكاليف، في حين أنَّ الرجال (موجودة بكثرة من الناحية التطورية) يُعتقد أنه في الأساس من الممكن التخلص منهم».

## من أين نذهب من هنا؟
يفترض «فاريل» أنَّ الرجال والنساء يحتاجون إلى إحداث تحول تطوري من التركيز على البقاء على قيد الحياة إلى التركيز على التوازن السليم بين البقاء والوفاء.
يدّعي «فاريل» أنَّ الحركة النسائية قد أدت إلى إعادة التنشئة الاجتماعية للفتيات لكي يصبحن نساء قادرات على الموازنة بين البقاء على قيد الحياة وتحقيق الذات، لكن لم تحدث إعادة اجتماعية مماثلة للبنين لكي يصبحوا رجالًا يسعون إلى تحقيق ذلك التوازن بمجرد أنَّ يتحملوا مسؤولية الأطفال، وهكذا يعتقد «فاريل» أنَّ الفتيان والرجال تخلفوا عشرات السنين عن الفتيات والنساء نفسيًا واجتماعيًا، ويتخلفون بشكل متزايد عن النساء أكاديميًا واقتصاديًا، وفي العروض الأخيرة التي قدمها «فاريل» حول هذا الموضوع، يقدر أن الرجال في عام 2011 قد وصلوا إلى ما كانت عليه النساء في عام 1961.
أما الحل السياسي لــ«فاريل» هو «لا تلق الحركة النسائية باللوم على الرجال، ولا تلق حركة الرجال باللوم على النساء، لكنها حلقة انتقالية بين الجنسين»، ويحدد الحركة الانتقالية بين الجنسين بأنَّها حركة تعزز الانتقال من من الأدوار الجامدة في الماضي إلى أدوار أكثر مرونة مستقبلًا.

## مفارقة الأجور
يفترض «فاريل» أن الرجال يتعلمون كسب المال ليحظوا بالقبول لدى والديهم واحترام الرجال الآخرين، ويتعلم الرجال ذوي الميول الجنسية كسب المال لكي يجدوا طريقًا إلى حب الإناث «لا تتزوج النساء من الرجال الذين يقرأون، ولماذا يقع الرجال في خط البطالة».
قدم «فاريل» في «أسطورة السلطة الذكورية» أطروحة «لماذا يكسب الرجال أكثر في 2005: أنَّ كسب المال ينطوي علي خسارة السلطة أو القوة»، ويصف نظريته التي تزعم أنَّ كسب المال أقل أهمية من السلطة، وأكثر أهمية فيما يتعلق بالمقايضات، ويقترح «فاريل» أنَّ الطريق إلي الأجر المرتفع هو طريق مشروط برسوم، فيكسب الشخص أكثر عندما يدفع 25 رسم محدد، مثل العمل لساعات أكثر، أو أخذ وظائف أقل وفاء أو أكثر خطورة.

## الاستجابات الحرجة
يقول الأكاديمي "كينيث كلاتربو" في نظرة عامة على كتابات الحركة الرجالية "إنَّ حجج فاريل تصل في النهاية إلى مستويات سخيفة، كما هو الحال عندما يجادل فاريل في الواقع ضد قوانين التحرش وقوانين تحرش الأطفال، على أساس أنهم يمنحون النساء والعاملين والأطفال مزيدًا من السلطة للاعتداء على الرجال.
تقول الناقدة الاجتماعية «كاميل باغليا» الكاتبة لدي صحيفة واشنطن بوست إنَّ «أسطورة القوة الذكورية» تهاجم الافتراضات غير المدروسة للخطاب النسوي مع صراحة صادمة ويجبرنا على رؤية عالمنا اليومي من منظور جديد، وأضافت أنَّ فاريل مذنب في بعض الأحيان من حيث «الانتقائية المشكوك فيها أو المصداقية حول المصادر التاريخية»، وتخلص «باغليا» إلي أنَّ الكتاب «هو نوع من النص الأصلي، والهرطقة من أجل إعادة العدالة والتوازن إلى المنهج الأيديولوجي الحالي في دورات الدراسات النسائية».
يقول المراجع «روبرت يندر» أنَّ فاريل قد يكون محقًا في النظر إلى الصراع بين الجنسين علي أنَّه حرب لم ينقلب إليها سوى طرف واحد، ولكن هذه ليست سوى طريقة ساخرة للاعتراف بالقلق الحقيقي الذي يشعر به الذكور، حيث أنَّ الرجال يشعرون بالغيرة أحيانًا عندما يواجهون التضامن الأنثوي، ومع ذلك يفضل «فاريل» الاتهام بالفحص الذاتي عندما تتماثل بعض الأرقام المقابلة له مع الإناث.
تشير «ليندا ميالي» إلي أنَّ يُوصي بقراءته للمعلمين في العلوم الاجتماعية، وخاصة الدراسات المتعلقة بنوع الجنس، وتنقض «فاريل» لسهولة رؤية العلاقة السببية.
كتبت «مارغو ميفلين» الأكاديمية إنَّ أغلب نظريات فاريل المتبادلة حول العبء الاجتماعي الأعظم الذي يفرضها الإنسان مائلة، وتخدم نفسها، وساذجة بشكل سخيف.
يكتب عالم الأنثروبولوجيا «ميلفين كورنر»، مثل «كريستينا هاف سومرز» من الذي سرق النسوية؟ (1994)، وأنَّ أسطورة القوة الذكورية هي ترياق جيد يقود للطريقة التي يتم من خلالها معرفة الأدوار الحقيقية للجنس، والميل إلى الدفن في خطاب ما بعد الحداثة.
تشير صحيفة «لوس أنجلوس تايمز» إلى أنَّ بعض النقاد يقولون إنَّ «أسطورة السلطة الذكورية» تتجاوز الطقوس التربوية للحركة الذكورية لشن هجوم صريح على انتصارات الحركة النسائية الحديثة.
جاء في مقال نُشر في صحيفة «مازر جونز» أنَّ الكتاب قد أنتج شبكة من الناشطين والمواقع التي تأخذ أيديولوجية «فاريل» في اتجاه مزعج.
يتضمن الكتاب عدة أخطاء وقائعية متعلقة بالقاتل «لوري دان»، والذي يُستخدم كمثال على العنف ضد الرجال من جانب النساء، وتقول «فاريل» إنَّ جميع ضحاياها من الذكور، وأنَّها أحرقت المجلس اليهودي للشباب، وأحرقت صبيين في قبو، وأطلقت النار على ابنها، وأدّعت أنَّها قتلت قتلت مغتصبًا يبلغ من العمر ثماني سنوات، وكرر بعض نشطاء حركة حقوق الرجال والأكاديميين  والشخصيات الإعلامية  أخطاء فاريل واستنتاجه، وأصدر فاريل فيما بعد تصحيحًا على موقعه على شبكة الإنترنت.

## وصلات خارجية
- موقع أسطورة القوة الذكورية.
- صفحة وارين فاريل في BigSpeak.